# Barry Sadler

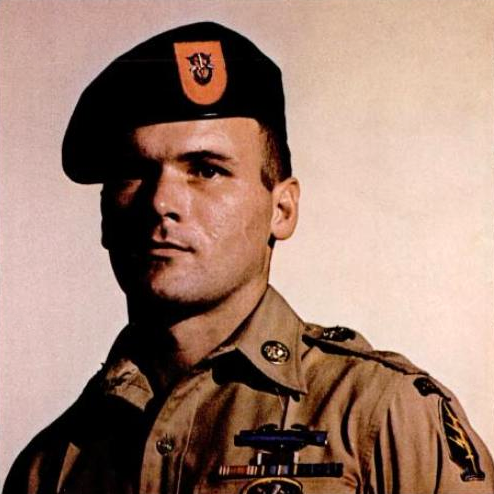
Barry Sadler (1966)

Barry Sadler (ur. 1 listopada 1940 w Carlsbad, Nowy Meksyk, USA, zm. 5 listopada 1989 w Gwatemali) – piosenkarz, pisarz, członek Sił Specjalnych i weteran walk w Wietnamie. 
W wieku 17 lat – 2 czerwca 1958 roku wstąpił do Sił Powietrznych Stanów Zjednoczonych, tam szkolił się w zakresie specjalisty od radarów. Przed 18 urodzinami został wysłany do Japonii, lecz po niecałym roku ponownie odesłano go do Stanów.
Sławę zdobył dzięki przebojowi lat 60. – "Ballada o Zielonych Beretach". Jego płyta sprzedała się w nakładzie 2 milionów kopii w przeciągu 5 tygodni. Pisał również powieści, m.in. "Odsiecz" (która była jego ostatnią książką).
Zmarł w szpitalu w Gwatemali, gdzie został przewieziony po niewyjaśnionej strzelaninie na autostradzie.

## Utwory
- "Odsiecz" (nowela)